# Меєрович Михайло Олександрович
Меєрович Михайло Олександрович — радянський і російський композитор, піаніст, музичний педагог. Заслужений діяч мистецтв РРФСР (1981).

## Біографічні відомості
Народився 26 лютого 1920 р у Києві. У 10 років переїхав разом із батьками до Москви. У 1931 році розпочав навчання у ДМШ при Московській консерваторії. 1938 року зарахований на композиторський факультет.
З початком війни був мобілізований разом з іншими студентами консерваторії на будівництво оборонних споруд у Смоленській області, після чого був евакуйований до Саратова, де в 1942 році закінчив Московську консерваторію за класом композиції Г. І. Літинського та А. М. Александрова, а в 1944 році за класом фортепіано Я. І. Зака та А. Г. Руббаха.
Був відзначений С. С. Прокоф'євим як один із найталановитіших молодих композиторів. У 1944—1952 рр. викладав у Московській консерваторії історію музики, інструментування та читання партитур. Був звільнений, потрапивши до «контексту» боротьби з формалізмом. До кінця 1950-х років твори Меєровича не виконувалися.
З 1953 року присвятив себе виключно творчій діяльності.
Автор опер, балетів, камерних, хорових, симфонічних творів, музики для багатьох випусків кіножурналу «Фитиль», кінофільмів та багатьох мультиплікаційних фільмів, серед яких «Казка казок» (1979), «Їжачок у тумані» (1975), «Чортеня № 13» (1982), «Казка про царя Салтана» (1984) та інші. Остання робота композитора — опера «Шолом Алейхем».
Лауреат Міжнародного конкурсу фортепіанних концертів (Варшава, 1963), Конкурсу одноактних балетів (Москва, 1968, I премія), Міжнародного конкурсу інструментальних концертів (Нижній Новгород, 1991, II премія).
Помер 12 липня 1993 року у Москві. Похований на Введенському цвинтарі.

## Твори
(російською)
- Оперы:
  - «Жизнь и приключения Котофеева, или Концерт для треугольника с оркестром» (по повести М. М. Зощенко «Страшная ночь»; 1981; пост. Либерец, ЧССР)
  - «Правдивая история Рыжего Мотэле» (по поэме И. П. Уткина; 1989)
  - «Чудо на седьмой день праздника Кущей» (1-актная, по рассказу Шолом–Алейхема; 1990; пост. Москва, 1994)
- Оперетта «Семь Робинзонов» (1967)
- Балеты: «Трилогия» (по мотивам стихотворений В.В. Маяковского) — «Скрипка и немножко нервно», «Прозаседавшиеся», «Необычайное приключение» (1963–68; пост. 1982, Либерец), «Принцесса Кагуя» (по японской сказке; 1977; пост. Токио, 1978)
- Для симфонического оркестра: «Цыганская рапсодия», «Концертино на якутские темы» (1966), 4 симфонии (1972–80); концерты с оркестром — 2 для фортепиано (1967, 1983), для скрипки (1982), для виолончели (1986), для скрипки и виолончели (1988); камерно–инструментальные ансамбли — 3 квартета, Трио для флейты, скрипки и альта (1963; переложение для камерного оркестра 1966); для фортепиано — Каприччио (1946); музыка для драматического театра, в том числе, к спектаклям «Доктор Айболит» (1958), «О чём рассказали волшебники» (1959, оба — ТЮЗ, Москва), радиопостановок, кино, мультфильмов (свыше 100), в том числе, «Карандаш и клякса» (1954), «Мастер из Кламси» (1972).

## Фільмографія
- «Олівець і Клякса — веселі мисливці» (1954, мультфільм)
- «На графських руїнах» (1957)
- «Знайомі картинки» (1957, мультфільм)
- «Жорстокість» (1959)
- «Гвинтик і Шпунтік. Веселі майстри» (1960, мультфільм)
- «Незнайка навчається» (1961, мультфільм)
- «Банальна історія» (1962, мультфільм)
- «Тільки не зараз» (1962, мультфільм)
- «Випадок з художником» (1962, мультфільм)
- «Мільйонер» (1963, мультфільм), входить до кіноальманаху «Великий фітиль» (1963, у співавт.)
- «Хочу бути відважним» (1963, мультфільм)
- «Ні богу, ні бісу» (1965, мультфільм)
- «Де я його бачив?» (1965, мультфільм)
- «Жаба-мандрівниця» (1965, мультфільм)
- «Картина» (1965, мультфільм)
- «Зайдіть, будь ласка!» (1966, мультфільм)
- «Дзеркальце» (1967, мультфільм)
- «Франтішек» (1967, мультфільм)
- «З ким поведешся...» (1967, мультфільм)
- «Паркан» (1967, мультфільм)
- «Калейдоскоп-68» (1968, мультфільм)
- «Найбільший друг» (1968, мультфільм)
- «Десять років по тому» (1969, мультфільм)
- «Лисиця, ведмідь і мотоцикл з коляскою» (1969, мультфільм)
- «Вкрадений місяць» (1969, мультфільм)
- «Парад-Алле» (1969, у співавт.)
- «Весела карусель» №2 — «Небилиці» (1970, мультфільм)
- «Лісова хроніка» (1970, мультфільм)
- «Павучок Анансі» (1970, мультфільм)
- «Край землі» (1971, мультфільм)
- «Телеграма» (1971)
- «Як машина захворіла» (1972, мультфільм)
- «Майстер із Кламсі» (1972, мультфільм)
- «Сослуживці» (1973, телеспектакль)
- «Як це сталося» (1973, мультфільм)
- «Здоров'я починається вдома» (1973, мультфільм)
- «Немухінські музиканти» (1973, мультфільм)
- «Айболить і Бармалей» (1973, мультфільм)
- «Чудо без чудес» (1973, мультфільм)
- «Лисиця і заєць» (1973, мультфільм)
- «Чапля і журавель» (1974, мультфільм)
- «Федорине горе» (1974, мультфільм)
- «Їжачок у тумані» (1975, мультфільм)
- «На лісовій стежці» (1975, мультфільм)
- «Спадщина чарівника Бахрама» (1975, мультфільм)
- «Зайка-зазнайка» (1976, мультфільм)
- «Уроки наших предків» (1975, мультфільм)
- «Знайомство» (1976, мультфільм)
- «Земля моя» (1976, мультфільм)
- «Клаптик»/ рос. «Лоскуток» (1976, мультфильм)
- «Весела карусель» №8 — «Чому у лева велика грива?» (1976, мультфільм)
- «Молодший брат» (1976, мультфільм)
- «Кошеня на ім'я Гав» (1976—1982, п'ять випусків, мультфильм)
- рос. «Тайна запечного сверчка» (1977, мультфільм)
- «Наш добрий майстер» (1977, мультфільм)
- «Як гриби з горохом воювали» (1977, мультфільм)
- «Старий дім» (1977, мультфільм)
- «Чесне слово» (1978, мультфільм)
- «Пригоди Хоми» (1978, мультфільм)
- «І сміх і гріх» (1978, мультфільм)
- «Дід Мороз і сірий вовк» (1978, мультфільм)
- «Старомодна комедія» (1978, у співавт.)
- «Дим коромислом» (1979, мультфільм)
- «Новий Аладдін» (1979, мультфільм)
- «Казка казок» (1979, мультфільм)
- «У гостях» (1979, мультфільм)
- Четвірка друзів. Образа (1979, мультфільм)
- «Ростік і Кеша» (1979, мультфільм)
- «Акаїро» (1980, мультфільм)
- «Четвірка друзів. Зіпсована погода» (1980, мультфільм)
- «Четвірка друзів. Одного ранку» (1980, мультфільм)
- Чому слони? (1980, мультфільм)
- «Кнопочки і чоловічки» (1980, мультфільм)
- «Івашка з палацу піонерів» (1981, мультфільм)
- «Немухінські музиканти» (1981, кінофільм)
- «Казка про дурне мишеня» (1981, мультфільм)
- «Шинель» (1981, мультфільм)
- «Четвірка друзів. Сон» (1981, мультфільм)
- «Весільний подарунок» (1982, Одеська кіностудія)
- «Чортеня № 13» (1982, мультфільм)
- «Слідство ведуть Колобки»:Частина друга «Викрадення століття» (1983, мультфільм, у співавт.)
- «Казка про царя Салтана» (1984, мультфільм)
- «Три ведмеді» (1984, мультфільм)
- «Плюх і Пліх» (1984, мультфільм)
- «Пригоди домовичка» (1985, мультфільм)
- «Слон та Піночка» (1986, мультфільм)
- «Казка для Наташі» (1986, мультфільм)
- «Повернення домовичка» (1987, мультфільм)
- «У зоопарку — ремонт!» (1987, мультфільм)
- «Кіт, який умів співати» (1988, мультфільм)
- «Розкажіть казку, лікарю» (1988, мультфільм)
- «Музичний магазинчик» (1989, мультфільм)
- «Курка» (1990, мультфільм)
- «Казка» (1990, мультфільм)
- «Кишеньковий злодій»/ рос. «Карманник» (1990, мультфільм)
- «Вальс золотих тельців» (1992)
- «Сон у літню ніч» (1992, мультфільм)
- «Щасливий принц» (1992, мультфільм)
- «Мавпочки, вперед!» (1993, мультфільм)
- та багато інших...